# باشگاه فوتبال آزول کلارو نومازو

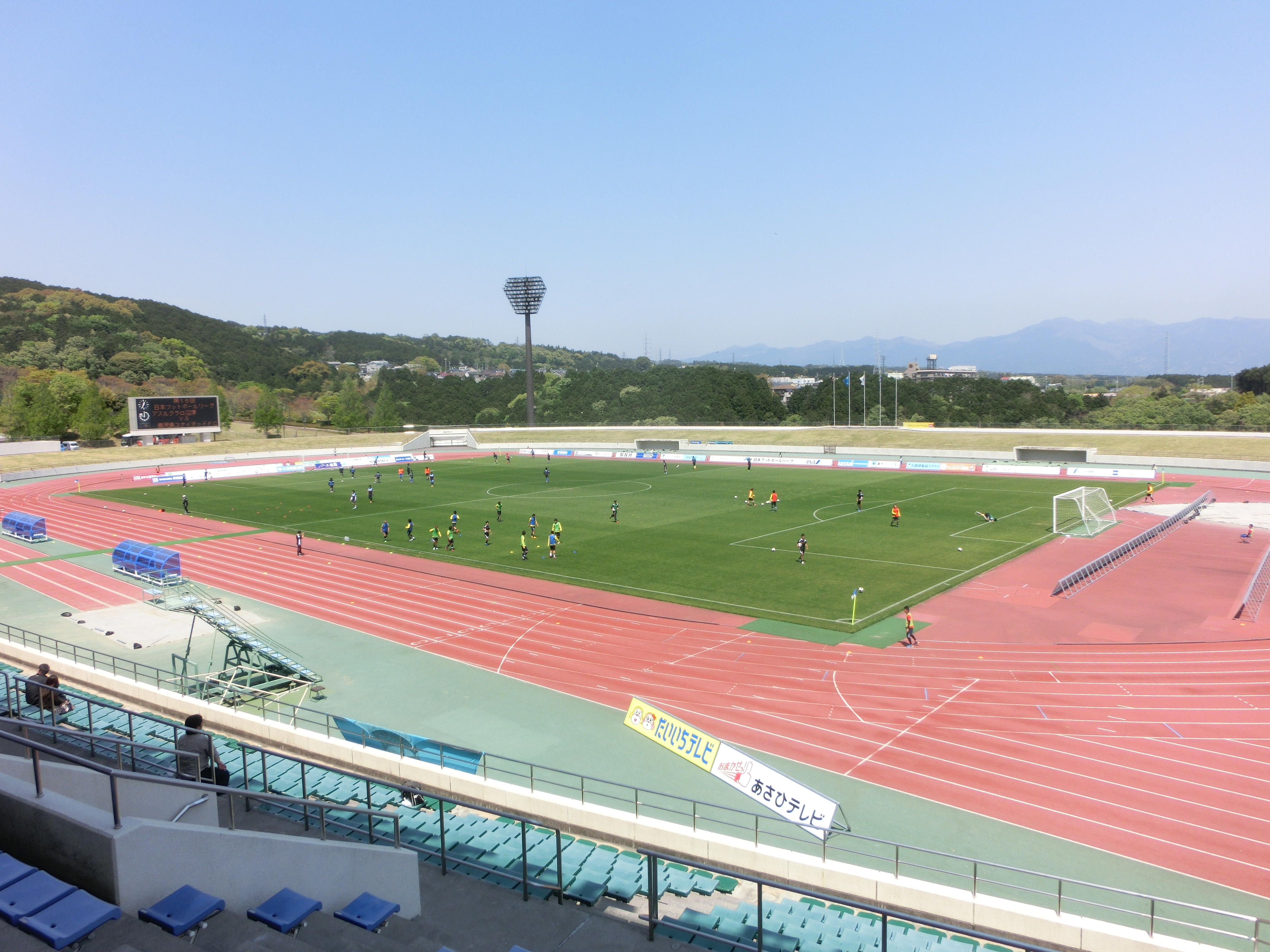
باشگاه فوتبال آزول کلارو نومازو ژاپنی: アスルクラロ沼津 باشگاه فوتبالی در شهر استان شیزوئوکا، ژاپن است که در جی‌لیگ ۳ بازی می‌کند. این باشگاه در سال ۱۹۹۰ میلادی پایه گذاری شد

باشگاه فوتبال آزول کلارو نومازو ژاپنی: アスルクラロ沼津 باشگاه فوتبالی در شهر استان شیزوئوکا، ژاپن است که در جی‌لیگ ۳ بازی می‌کند. این باشگاه در سال ۱۹۹۰ میلادی پایه‌گذاری شده است.